# Хуан Мануель Батталья
Хуан Мануель Батталья (ісп. Juan Manuel Battaglia, 11 червня 1957, Асунсьйон) — парагвайський футболіст, що грав на позиції нападника. найбільш відомий за виступами в колумбійському клубі «Америка де Калі», в якому був одним із найкращих бомбардирів, та став у його складі шестиразовим чемпіоном Колумбії. По завершенні ігрової кар'єри — тренер, працював у низці парагвайських клубів.

## Клубна кар'єра
Хуан Мануель Батталья народився в Асунсьйоні, та розпочав виступи на футбольних полях у складі місцевої команди «Насьйональ» у 1977 році. У цьому ж році гравець перейшов до іншого столичного клубу «Серро Портеньйо», в якому грав до кінця 1978 року. У 1979 році нападник перейшов до складу колумбійського клубу «Америка де Калі», в якому швидко став основним гравцем атакувальної ланки команди, та одним із найкращих бомбардирів, відзначившись за 10 років перебування в команді 93 забитими м'ячами в 353 проведених матчах за клуб. У складі команди з Калі футболіст став шестиразовим чемпіоном Колумбії. У другій половині 1989 року Батталья грав у складі колумбійської команди «Депортіво Перейра», а в 1990 році вдруге в кар'єрі грав у складі клубу «Серро Портеньйо», після чого завершив виступи на футбольних полях.

## Виступи за збірну
У 1977 році Хуан Мануель Батталья у складі молодіжної збірної Парагваю брав участь у першому молодіжному чемпіонаті світу з футболу. у цьому ж році Батталья зіграв 2 матчі у складі національної збірної Парагваю, після чого до складу збірної не залучався.

## Тренерська кар'єра
Хуан Мануель Батталья розпочав тренерську кар'єру в 2010 році, очоливши свій колишній клуб «Насьйональ» (Асунсьйон). У 2012 році колишній нападник спочатку очолював клуб «Серро Портеньйо» (Презіденте-Франко), проте ще в цьому ж році перейшов на роботу до клубу «Хенераль-Кабальєро». У 2013 році тренер спочатку повернувся до клубу «Серро Портеньйо» (Презіденте-Франко), а пізніше в цьому ж році очолив клуб «Соль де Америка». У 2015 році Батталья вдруге в кар'єрі очолив клуб «Насьйональ», а пізніше до 2025 року працював на різних технічних посадах у низці парагвайських клубів.

## Титули і досягнення
- Чемпіон Колумбії (4):

«Америка де Калі»: 1979, 1982, 1983, 1984, 1985, 1986